# Hylesia moronensis
Hylesia moronensis är en fjärilsart som beskrevs av Lemaire 1976. Hylesia moronensis ingår i släktet Hylesia och familjen påfågelsspinnare. Inga underarter finns listade i Catalogue of Life.